# You Got Served
You Got Served is een Amerikaanse avondvullende speelfilm uit 2004, geschreven en geregisseerd door Chris Stokes, de manager van de verschijnende spelers. Het verhaal gaat over een groep vrienden die deelnemen aan een streetdancewedstrijd.
Hoewel de film een nieuw record zette voor omzet in de eerste week - 16 miljoen dollar - is de film verschenen op diverse lijsten van slechte films. Een vervolg getiteld Backdown is aangekondigd.
De aflevering You Got Fucked in the Ass van South Park is grotendeels een parodie op deze film.